# 4630 Chaonis
4630 Chaonis је астероид главног астероидног појаса чија средња удаљеност од Сунца износи 2,669 астрономских јединица (АЈ).
Апсолутна магнитуда астероида је 13,4.